# Terry Kiser
Terry Kiser (Omaha, Nebraska, 1 de agosto de 1939) es un actor estadounidense conocido por haber intervenido en numerosas series y películas de televisión.

## Biografía
Terry asistió a la Universidad de Kansas en fútbol y recibió becas en artes dramáticos. Se graduó en 1962 con una licenciatura en Ingeniería Industrial y trabajó durante tres años en esta profesión en su ciudad natal de Omaha. También actuó en unas 50 obras de teatro. Terry se trasladó a Nueva York y estudió fotografía en el Actors Studio, donde fue apadrinado por el legendario maestro de actuación Lee Strasberg.

## Cine
Aunque a menudo hace de sinvergüenza sórdido y desagradable, Terry ha demostrado en alguna ocasión que puede interpretar con la misma habilidad y convicción personajes más agradables.
Tras varios anuncios de televisión, hizo su debut como predicador en Raquel, Raquel (1968).
Es popularmente conocido por su papel de "Bernie Lomax" en la comedia Fin de semana de locura (Weekend at Bernie's) de 1989. También es el malogrado compañero de Chuck Norris, "Dave Pierce", en el film An Eye for an Eye de 1981. En 1983 interpretó al empresario "Freddy Barret" en el telefilm de ciencia ficción Starflight: The Plane That Couldn't Land.
Otro de sus papeles más destacados fue el del matón "Jesse Hardwick" en The Offspring (1987). En 1988 interpretó a un astuto psiquiatra y futura víctima de Jason Voorhees, el "Dr. Crews", en Friday the 13th Part VII: The New Blood; y en 1991 fue el malvado "conde Spretzle" en la comedia Mannequin Two: On the Move.

## Televisión
Kiser tuvo un papel recurrente en la telenovela The Doctors (1963). Entre las muchas series de televisión ha hecho apariciones como invitado en  Will y Grace (1998), Walker, Texas Ranger (1993), Baywatch Nights (1995), Dream On (1990), Las chicas de oro (1985), La ley de Los Ángeles (1986), Hunter (1984), Se ha escrito un crimen (1984), Riptide (1984), El coche fantástico (1982), The Fall Guy (1981), Magnum P.I. (1980), Canción triste de Hill Street (1981), CHiPs (1977), Arnold (1978), All in the Family (1968), Maude (1972), Hawai 5-0 (1968), La mujer biónica (1976) , The Six Million Dollar Man (1974), y Baretta (1975).

## Vida privada
Estuvo casado desde el 14 de noviembre de 1987 con Sylvie Marmet divorciándose en 2004. Juntos tienen una hija.